# Aleksander Ivanovič Kutajsov
Aleksander Ivanovič Kutajsov (rusko Александр Иванович Кутайсов), ruski general, * 1784, † 1812.
Bil je eden izmed pomembnejših generalov, ki so se borili med Napoleonovo invazijo na Rusijo; posledično je bil njegov portret dodan v Vojaško galerijo Zimskega dvorca.

## Življenje
Rodil se je grofu Ivanu Kutajsovu (1759–1854). Pri 10. letih je postal podčastnik gardistov in pri 15. letih je že dosegel čin polkovnika. 
Leta 1806 je bil povišan v generalmajorja in se v vojni 1806-07 odlikoval kot poveljnik konjeniške artilerije. V letih 1810–11 je vzel dolgi dopust in potoval po Evropi. Na Dunaju in Parizu je poslušal predavanja iz fortifikacije, artilerije in matematike; na podlagi tega je napisal Splošna pravila za artilerijo v poljski bitki. 
Leta 1812 je postal poveljnik artilerije 1. armade; med bitko pri Borodinu je padel v boju.